# Finał Pucharu Polski w piłce nożnej 1926
Finał Pucharu Polski w piłce nożnej 1926 – mecz piłkarski kończący rozgrywki 1. edycji Pucharu Polski, mający na celu wyłonienie ich triumfatora, rozegrany 5 września 1926 na stadionie Wisły w Krakowie pomiędzy Wisłą Kraków i Spartą Lwów. Zwycięzcą spotkania, a tym samym triumfatorem inauguracyjnej edycji krajowego pucharu została Wisła Kraków.

## Droga do finału
| Wisła Kraków | Wisła Kraków | Wisła Kraków | Runda                   | Sparta Lwów | Sparta Lwów  | Sparta Lwów |
| Data         | Przeciwnik   | Wynik        | Runda                   | Data        | Przeciwnik   | Wynik       |
| ------------ | ------------ | ------------ | ----------------------- | ----------- | ------------ | ----------- |
| 29.06.1926   | ŁKS Łódź     | 3:0 wo       | Faza grupowa – I runda  | 29.06.1926  | Sokół Równe  | 4:0         |
| 04.07.1926   | Ruch Chorzów | 1:0          | Faza grupowa – II runda | Wolny los   | Wolny los    | Wolny los   |
| Wolny los    | Wolny los    | Wolny los    | Grupa finałowa          | 08.08.1926  | Warta Poznań | 1:0         |

## Tło
W finale rozgrywek zmierzyły się Wisła Kraków i Sparta Lwów, a zdecydowanym faworytem była pierwsza z drużyn. Mecz nie cieszył się zbyt wielką popularnością w mediach sportowych, gdyż jesienią 1926 r. trwała decydująca faza mistrzostw Polski 1926.

## Mecz

### Przebieg
Spotkanie rozegrano 5 września 1926 o godz. 11:15 na stadionie Wisły w Krakowie, a sędzia głównym był krakowianin Andrzej Rutkowski. Mecz był bardzo wyrównany. Wisła grała ładnie i widowiskowo, jednak słabo taktycznie, natomiast w Sparta walczyła twardo, wyróżniając się w obronie, za to w ataku prezentowała się dość słabo. Pierwszy gol padł w 10. minucie po wykorzystaniu rzutu karnego przez Władysława Kowalskiego, natomiast w 30. minucie bramkę zdobył lewy łącznik Sparty Lwów Franciszek Dmytrow, doprowadzając do wyrównania. W 89. minucie, na 37 sekund przed końcem pojedynku kapitan Wisły Henryk Reyman zdobył gola na 2:1, ustalając tym samym wynik i przesądzając o triumfie swojego zespołu w pierwszej edycji Pucharu Polski.

### Szczegóły
| 5 września 1926 11:15 | Wisła Kraków · Kowalski 10' (k) · Reyman 89' | 2:11:1Raport | Sparta Lwów · 30' Dmytrow | Stadion Wisły, Kraków Widzów: 1500 Sędzia: Andrzej Rutkowski (Kraków) |
|                       |                                              |              |                           |                                                                       |

| Wisła Kraków |  |                      |
|              |  |                      |
| BR           |  | Jan Ketz             |
| OB           |  | Aleksander Pychowski |
| OB           |  | Kazimierz Kaczor     |
| PO           |  | Stefan Wójcik        |
| PO           |  | Jan Kotlarczyk       |
| PO           |  | Witold Gieras        |
| NA           |  | Józef Adamek         |
| NA           |  | Stanisław Czulak     |
| NA           |  | Henryk Reyman        |
| NA           |  | Władysław Kowalski   |
| NA           |  | Mieczysław Balcer    |
| Trener:      |  |                      |
| Brak         |  |                      |

| Sparta Lwów |  |                      |
|             |  |                      |
| BR          |  | Michał Szewczyk      |
| OB          |  | Kazimierz Bydliński  |
| OB          |  | Stanisław Olejniczak |
| PO          |  | Augustyn Steinert    |
| PO          |  | Kazimierz Wójcicki   |
| PO          |  | Wincenty Kosiński    |
| NA          |  | Władysław Piłat      |
| NA          |  | Jan Małecki          |
| NA          |  | Kazimierz Murski     |
| NA          |  | Franciszek Dmytrow   |
| NA          |  | Wincenty Murawiec    |
| Trener:     |  |                      |
| Brak        |  |                      |

| Zdobywca Pucharu Polski 1926 |
| ---------------------------- |
| Wisła Kraków 1. tytuł        |